# Timothé Luwawu-Cabarrot
Timothé Luwawu-Cabarrot (Cannes, 9 maggio 1995) è un cestista francese.

## Carriera
Cestisticamente cresciuto nelle giovanili dell'Olimpique d'Antibes ha il suo esordio in prima squadra nel 2012 a 17 anni. Nei due anni successivi gioca con minutaggi bassi nella prima squadra dell'Antibes e contemporaneamente ottiene ottime statistiche nel campionato Espoirs dove mantiene una media di 18 punti, 6.5 rimbalzi, 2.8 assist, 1.5 palle rubate in meno di 30 minuti a partita che nel 2014 gli valgono la convocazione nella nazionale U20 con la quale disputa il campionato europeo Under-20.
Nella stagione 2014-2015 Luwawu Cabarrot fa stabilmente parte della rosa che, alla guida di coach Julien Espinosa, riporta i Sharks in serie A. Nella stagione successiva si trasferisce in Serbia al Mega Leks, alla guida di coach Dejan Milojević la squadra vince la Coppa di Serbia di pallacanestro maschile del 2016 e Luwawu entra nel quintetto ideale 2015/16 della Lega Adriatica.

### NBA
Nel giugno del 2016 è la 24esima scelta assoluta dei draft NBA del 2016, secondo giocatore francese del Draft è scelto dai Philadelphia 76ers con i quali disputa la Summer League .
Esordisce in NBA il 29 ottobre 2016 nella sconfitta 104-72 dei 76ers contro gli Atlanta Hawks con un rimbalzo, una palla rubata e un assist in sei minuti. Il 1º febbraio del 2017 parte in quintetto base al posto dell'infortunato Robert Covington realizzando sette punti nella sconfitta 113–95 contro i Dallas Mavericks. In quella stagione il 12 marzo realizza 18 punti nella partita vinta 118-116 contro i Los Angeles Lakers. Il successivo season high è pari a 19 punti realizzati il 31 marzo 2017 nella partita contro i Cleveland Cavaliers. Due giorni dopo realizza 23 punti nella sconfitta 113–105 contro i Toronto Raptors. Il 10 aprile realizza il season-best pari a 24 punti nella partita contro gli Indiana Pacers persa 120-111. Durante la stagione gioca diverse partite con i Delaware 87ers nella NBA Development League.
Nel luglio del 2018, nel contesto dello scambio a tre squadre che portò Carmelo Anthony dagli Oklahoma City Thunder agli Atlanta Hawks entra, insiema a Dennis Schroder (arrivato dagli Atlanta Hawks) a far parte dei Thunder.
Il 1 febbraio 2019 fa parte di uno scambio tra i Thunder e i Chicago Bulls, il 30 settembre dello stesso anno partecipa alla pre-season con i Cleveland Cavaliers, il 23 ottobre del 2019 firma un two-way contract con i Brooklyn Nets iniziando la stagione nella NBA Development League con i Long Island Nets.
Nel settembre 2021 firma un contratto annuale con gli Atlanta Hawks. Nel settembre del 2022 firma con i Phoenix Suns ma non viene confermato.

### Ritorno in Europa
Il 19 novembre 2022 la Pallacanestro Olimpia Milano comunica di aver raggiunto un accordo con il giocatore
.

## Statistiche

### NBA

#### Stagione regolare
| Anno      | Squadra            | PG  | PT | MP   | TC%  | 3P%  | TL%  | RP  | AP  | PRP | SP  | PP  |
| --------- | ------------------ | --- | -- | ---- | ---- | ---- | ---- | --- | --- | --- | --- | --- |
| 2016-2017 | Philadelphia 76ers | 68  | 19 | 17,2 | 40,2 | 31,1 | 85,4 | 2,2 | 1,1 | 0,5 | 0,1 | 6,4 |
| 2017-2018 | Philadelphia 76ers | 52  | 7  | 15,5 | 37,5 | 33,5 | 79,3 | 1,4 | 1,0 | 0,2 | 0,1 | 5,8 |
| 2018-2019 | Oklahoma Thunder   | 21  | 1  | 5,9  | 30,2 | 22,7 | 66,7 | 0,9 | 0,2 | 0,2 | 0,0 | 1,7 |
| 2018-2019 | Chicago Bulls      | 29  | 6  | 18,8 | 39,4 | 33,0 | 77,1 | 2,7 | 0,8 | 0,5 | 0,2 | 6,8 |
| 2019-2020 | Brooklyn Nets      | 47  | 2  | 18,1 | 43,5 | 38,8 | 85,2 | 2,7 | 0,6 | 0,4 | 0,1 | 7,8 |
| 2020-2021 | Brooklyn Nets      | 58  | 7  | 18,1 | 36,5 | 31,4 | 81,4 | 2,2 | 1,2 | 0,6 | 0,1 | 6,4 |
| 2021-2022 | Atlanta Hawks      | 52  | 18 | 13,2 | 39,8 | 36,1 | 85,4 | 1,6 | 0,8 | 0,3 | 0,1 | 4,4 |
| Carriera  | Carriera           | 328 | 60 | 16,0 | 39,1 | 33,5 | 82,9 | 2,0 | 0,9 | 0,4 | 0,1 | 5,9 |

#### Play-off
| Anno     | Squadra       | PG | PT | MP   | TC%  | 3P%  | TL%  | RP  | AP  | PRP | SP  | PP   |
| -------- | ------------- | -- | -- | ---- | ---- | ---- | ---- | --- | --- | --- | --- | ---- |
| 2020     | Brooklyn Nets | 4  | 3  | 32,8 | 33,9 | 33,3 | 91,7 | 3,8 | 1,5 | 0,8 | 0,0 | 16,0 |
| 2021     | Brooklyn Nets | 7  | 0  | 3,5  | 30,0 | 33,3 | -    | 0,4 | 0,3 | 0,0 | 0,0 | 1,1  |
| 2022     | Atlanta Hawks | 4  | 0  | 5,5  | 50,0 | 33,3 | -    | 0,8 | 0,5 | 0,0 | 0,0 | 1,3  |
| Carriera | Carriera      | 15 | 3  | 11,9 | 34,2 | 33,3 | 91,7 | 1,4 | 0,7 | 0,2 | 0,0 | 5,1  |

## Palmarès

### Club
- Coppa di Serbia: 1

Mega Leks Belgrado: 2016

### Nazionale
- Olimpiadi

 Tokyo 2020
- Campionato europeo maschile di pallacanestro 2022:

 Germania 2022